# Musée d’art moderne André Malraux

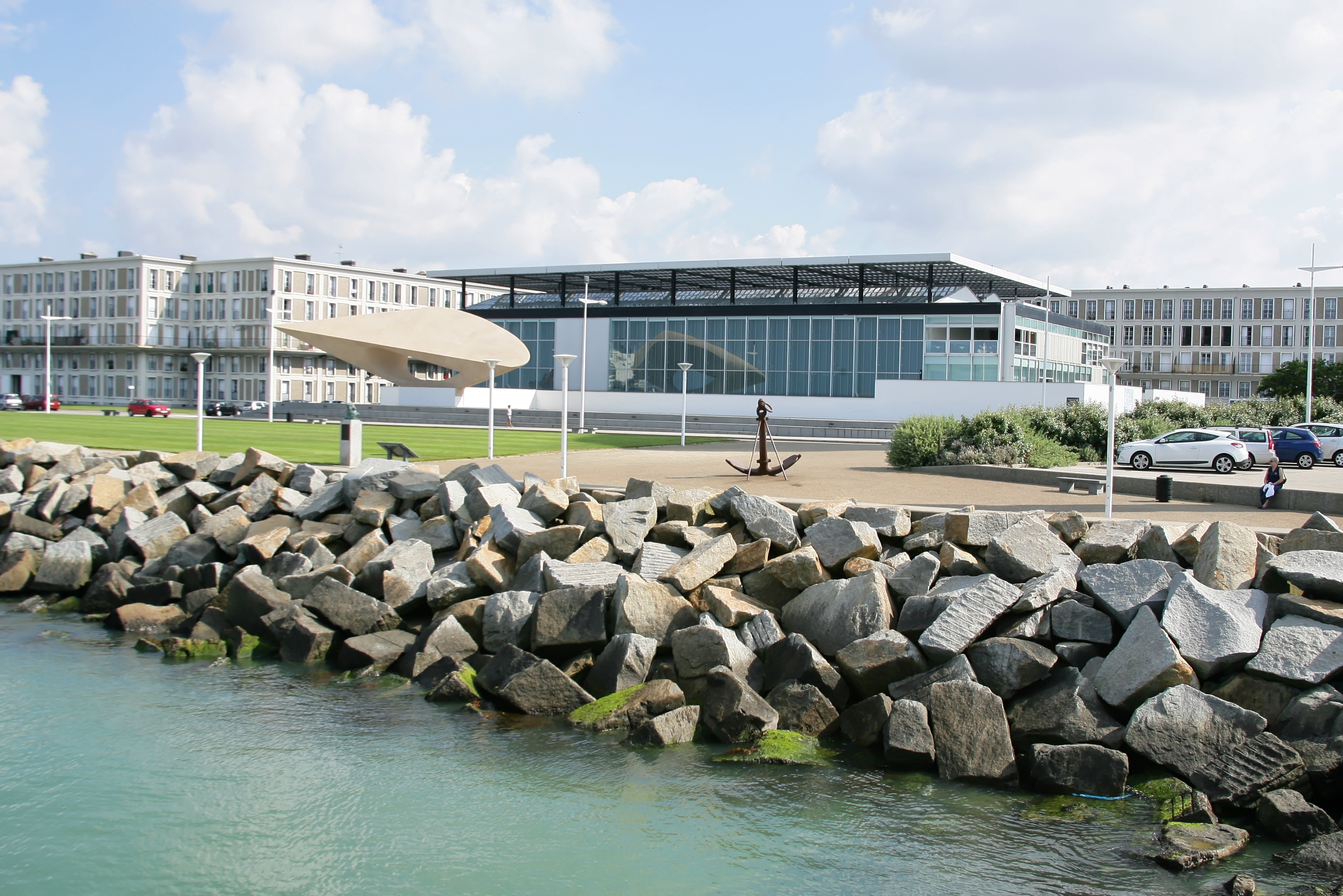
Außenansicht des Museums mit der davorstehenden Skulptur Le Signal von Henri-Georges Adam (2013)

Das Musée d’art moderne André Malraux, kurz Musée Malraux oder MuMa, ist ein städtisches Kunstmuseum in Le Havre. Es wurde im Jahr 1845 als Musée des Beaux-Arts begründet und ist seit 1999 nach dem ehemaligen Kulturstaatsminister André Malraux benannt. Schwerpunkte der Sammlungen sind Kunstwerke vom 19. Jahrhundert bis zur Gegenwart.

## Geschichte

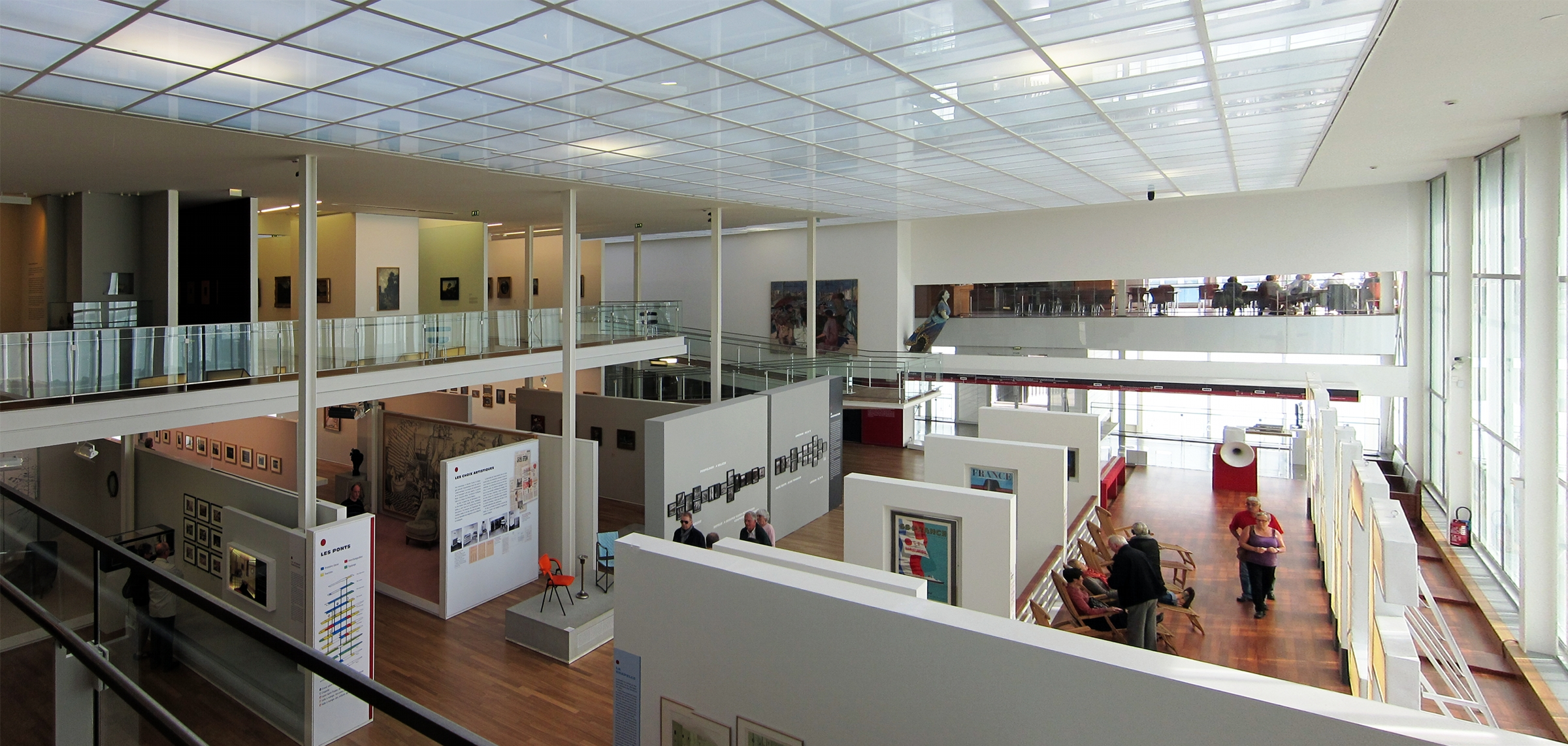
Innenansicht des Museums (2012)

Im Jahr 1845 eröffnete das Musée des Beaux-Arts als erstes Kunstmuseum in Le Havre. Es befand sich zunächst an der Ecke Rue de Paris und Quai de Southampton direkt an der Uferpromenade der Seine. Der hierfür errichtete Neubau entstand nach Plänen des Architekten Charles Fortuné Brunet-Debaines im Stil des Historismus. In diesem ersten Museumsgebäude waren neben einer eigentlichen Kunstsammlung auch Gegenstände des Kunstgewerbes und naturhistorische Objekte ausgestellt. Zudem belegte die Stadtbibliothek einige Räume des Hauses. Im Jahr 1881 zogen das Museum und die Stadtbibliothek in ein ehemaliges Gerichtsgebäude am Place du Vieux-Marché um. Die Stadtbibliothek wurde 1904 räumlich ausgegliedert. Durch Bombenangriffe kam es 1944 zu schweren Beschädigungen am Gebäude. Darüber hinaus gingen zahlreiche Skulpturen der Sammlung durch Kriegseinwirkung verloren. Die rund 1500 Gemälde der Sammlung konnten hingegen durch vorherige Auslagerung gerettet werden. Nach der Teilwiederherstellung des Gebäudes befindet sich seit 1973 die naturkundliche Sammlung wieder im Museum am Place du Vieux-Marché.
Für das Musée des Beaux-Arts wurde bereits im Jahr 1951 durch die Stadt ein Neubau beschlossen. Neben der Frage des Standortes, gab es auch Diskussion um die konzeptionelle Ausrichtung des Hauses. Der in Le Havre geborene Maler und zukünftige Kurator des Museums Reynold Arnould und der Direktor der Musée de France Georges Salles favorisierten ein Gebäude, das neben der musealen Nutzung auch als Kulturzentrum dienen sollte. Mit Räumen für Vorträge, Kino und Konzerte, eine Cafeteria, Archive und eine Bibliothek war der Neubau als ein Ort für vielfältige Kulturvermittlung gedacht. Für den Neubau wurde 1952 der Architekt Guy Lagneau gewählt, der zuvor bereits als Assistent von Auguste Perret bei den Planungen zum  Wiederaufbau von Le Havre beteiligt war. Lagneau entwarf diesen ersten Museumsneubau in Frankreich nach dem Zweiten Weltkrieg zusammen mit seinen Partnern Raymond Audigier, Michel Weill und Jean Dimitrijevic. Es entstand ein Kubus aus Stahl, Aluminium und Glas, der viel natürliches Licht in das Gebäude lässt. Der neue Standort befindet sich an prominenter Stelle am Boulevard Clemenceau, an der Mündung der Seine ins Meer. Vor dem Museum kam zur Eröffnung die Großskulptur Le Signal von Henri-Georges Adam zur Aufstellung.
André Malraux, französischer Staatsminister für Kultur, eröffnete das neue Museum am 24. Juni 1961. Obwohl das Konzept des Kulturzentrums mit integriertem Museum zunächst hochgelobt wurde und als konzeptionelles Vorbild für das Pariser Centre Georges-Pompidou gilt, entschied man sich in Le Havre bereits im Jahr 1967 aus Sicherheitsgründen wieder für eine Trennung der Aufgabenbereiche. Das Kulturzentrum (Maison de la culture) zog um in das Théâtre de l’Hôtel de Ville und das Museum bespielte fortan das gesamte Gebäude an der Seinemündung. Ab 1995 wurde das Museum grundsaniert und teilweise umgebaut. Zur Wiedereröffnung im Jahr 1999 erhielt es den neuen Namen Musée Malraux. Zum 50-jährigen Bestehen des Museums erfolgte die erneute Umbenennung des Museums, das seitdem den Namen Musée d’art moderne André Malraux trägt.

## Sammlung
Das Museum sammelte in den ersten Jahrzehnten breitgefächert Kunst seit der Renaissance und spezialisierte sich erst später auf Kunst seit dem 19. Jahrhundert. In der Sammlung findet sich daher ein Bestand an älterer Kunst, etwa mit italienischen Barockgemälden wie das Porträt Cato der Jüngere von Luca Giordano, das Lorenzo Costa dem Älteren zugeschriebene Bildnis Die heilige Margareta im Gebet und ein San Sebastian von Jusepe de Ribera. An niederländischer und flämischer Malerei besitzt das Museum eine Kreuzabnahme aus der Schule des Rogier van der Weyden, das Bild Die Berufung des Hl. Matthäus von Hendrick ter Brugghen und ein Kircheninneres von Emanuel de Witte. Hinzu kommen maritime Motive wie Fischerboote von Ludolf Bakhuizen und Bewegte See von Willem van de Velde dem Jüngeren. Ältere Werke der französischen Malerei sind eine Grablegung von Simon Vouet, der Kopf eines jungen Mannes von Jean-Honoré Fragonard, der Ausbruch des Vesuvs von Pierre-Jacques Volaire, ein Der Brand von Rom von Hubert Robert, ein Stillleben mit Früchten und Wild von François Desportes und ein Stillleben mit Käse, Früchten und Brot des Elsässers Sebastian Stoskopff.

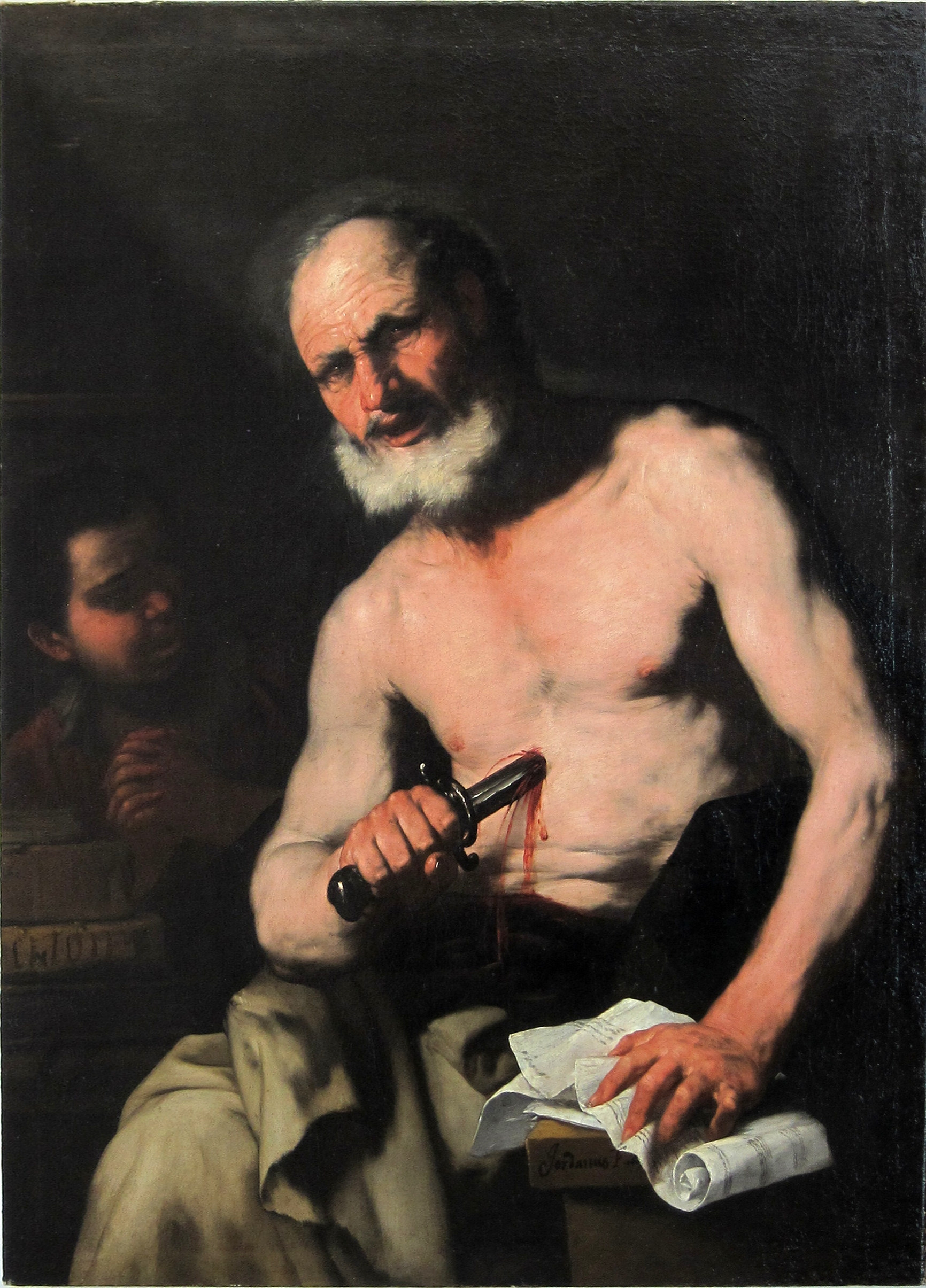
Luca Giordano: Cato der Jüngere
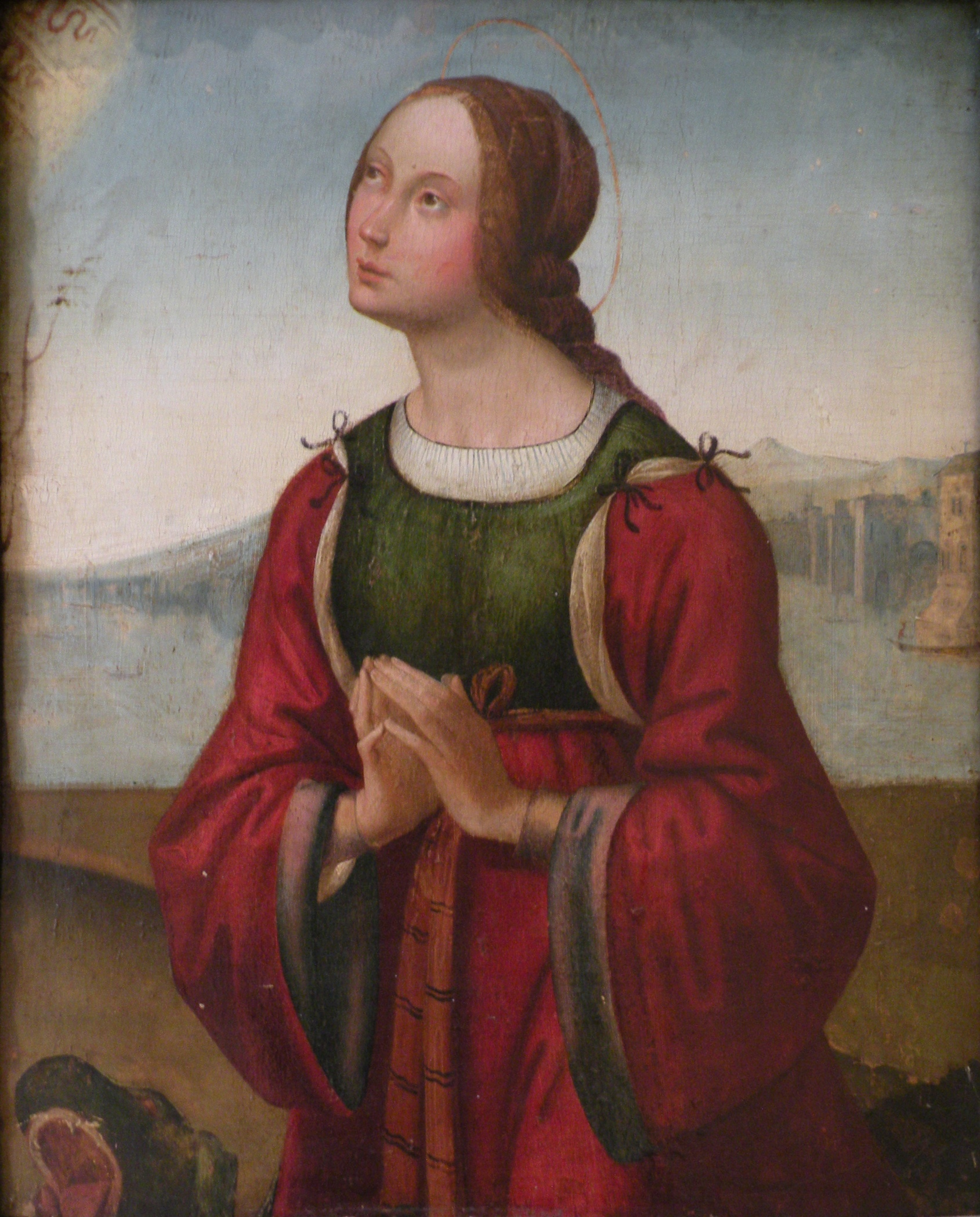
Lorenzo Costa der Ältere: Die heilige  Margareta im Gebet
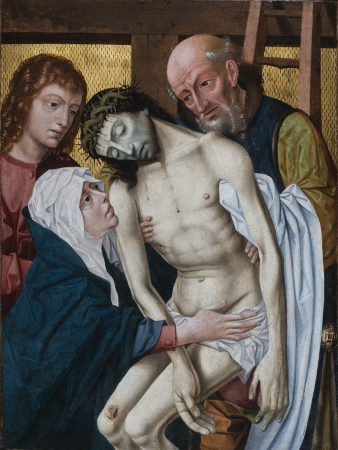
Schule des Rogier van der Weyden: Kreuzabnahme
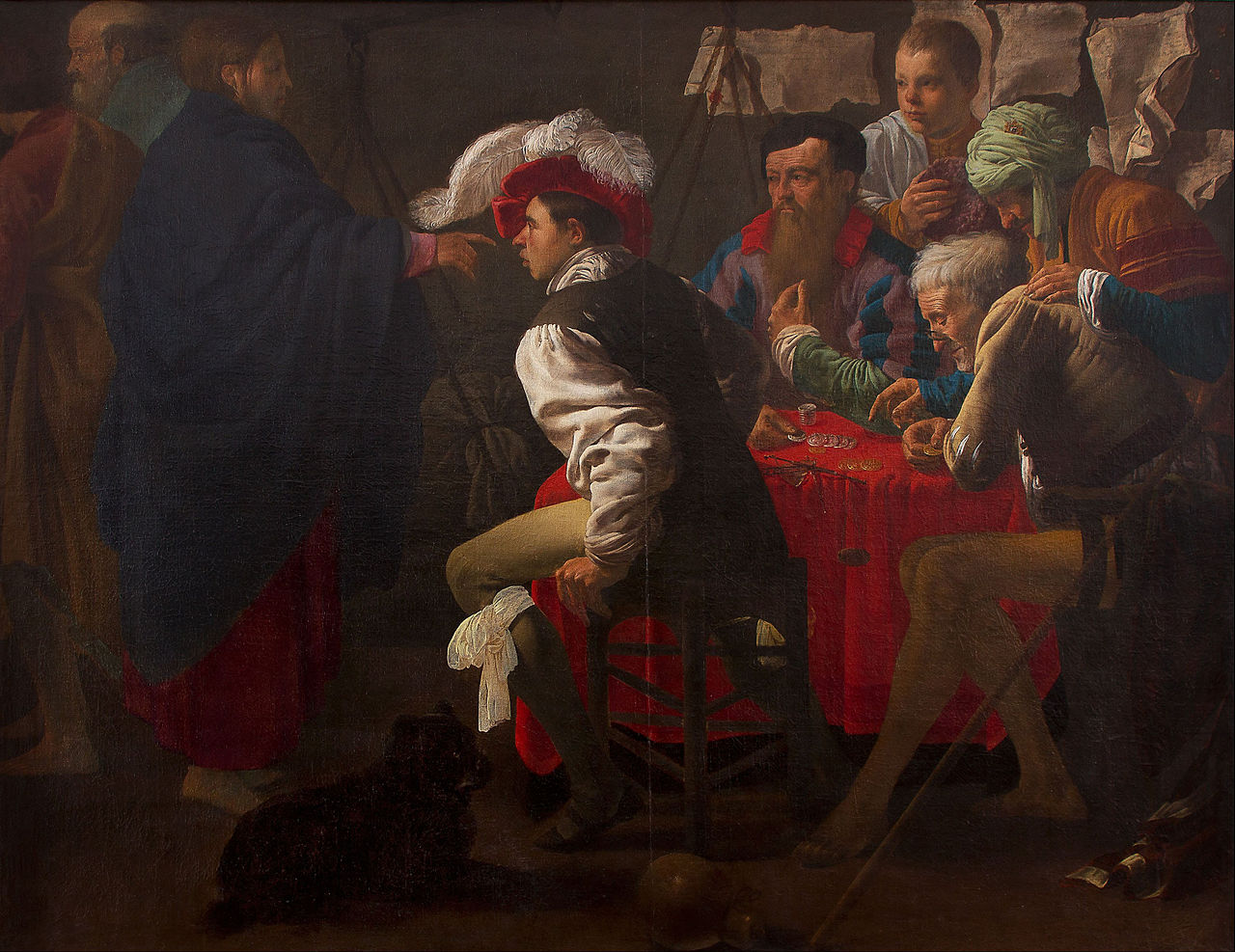
Hendrik ter Brugghen: Die Berufung des Hl. Matthäus
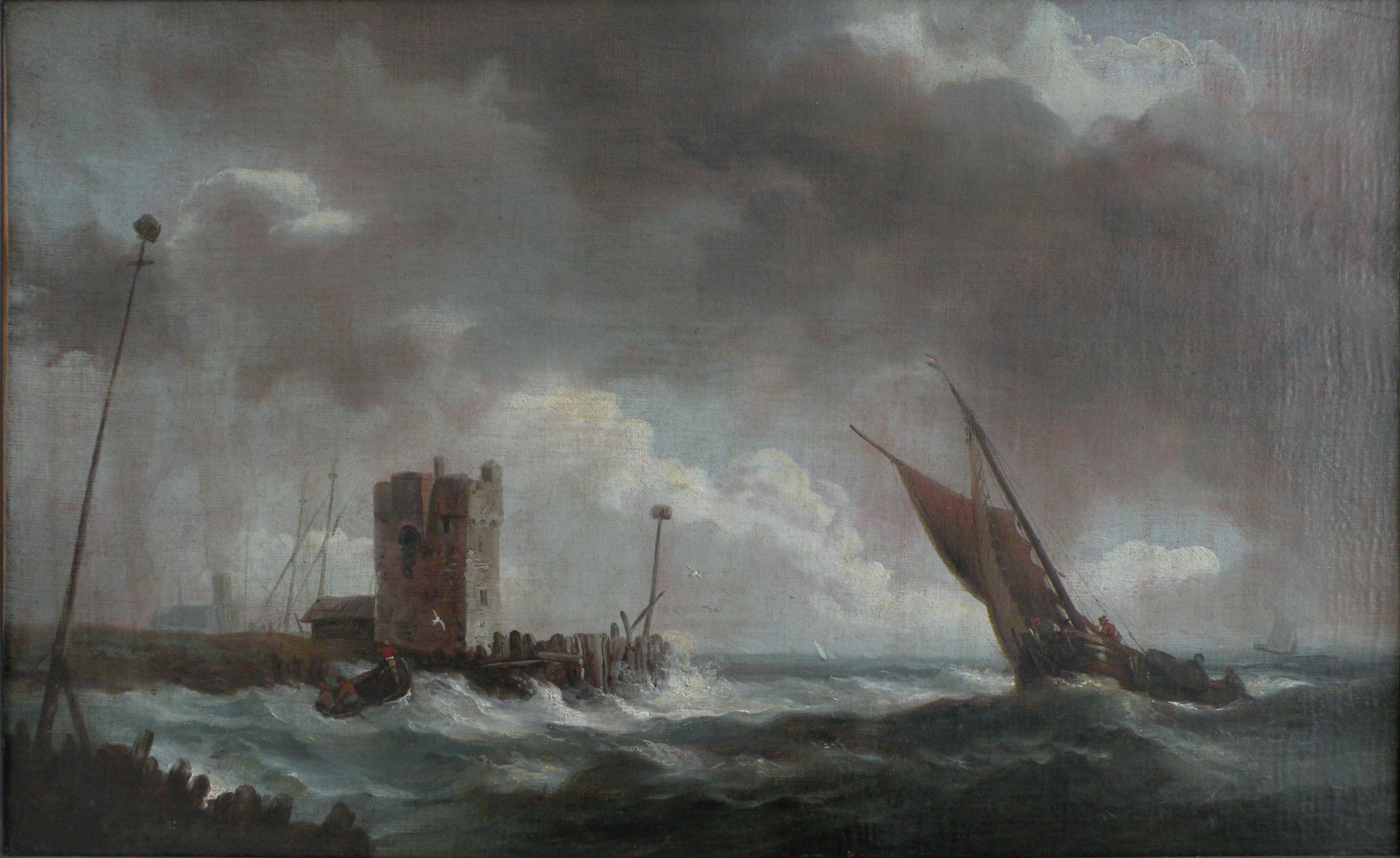
Willem van de Velde der Jüngere: Bewegte See
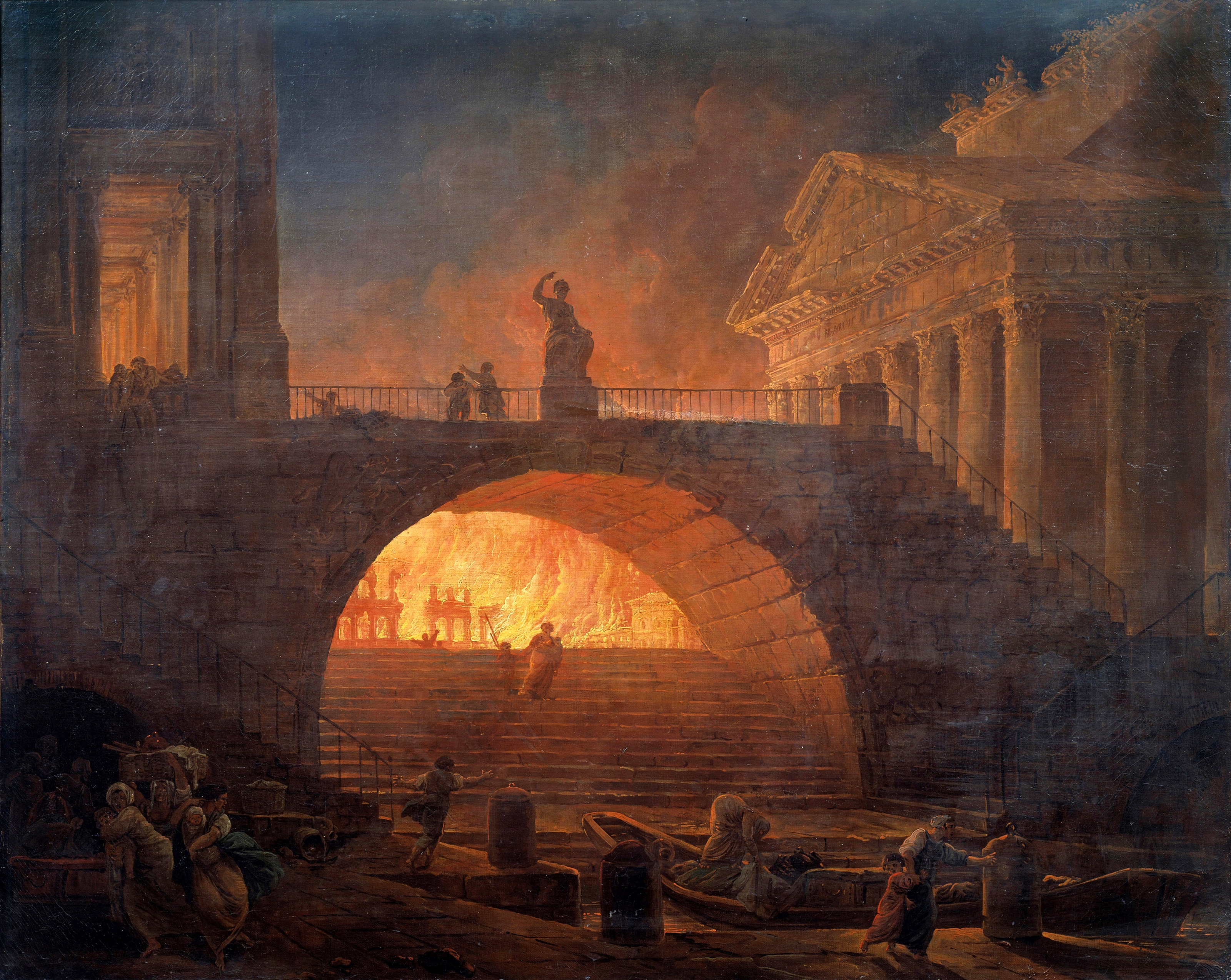
Hubert Robert: Der Brand von Rom
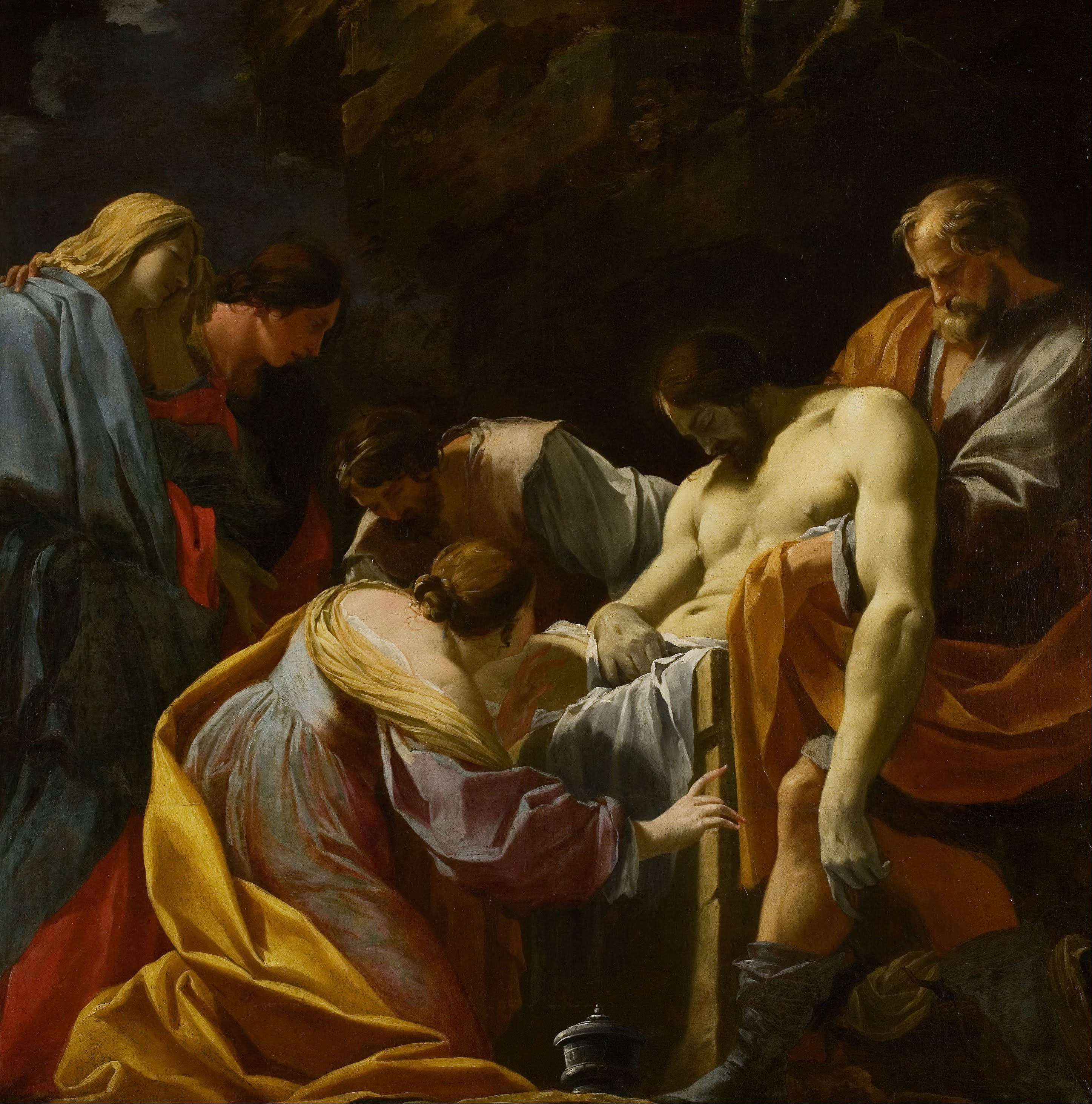
Simon Vouet: Die Grablegung Christi
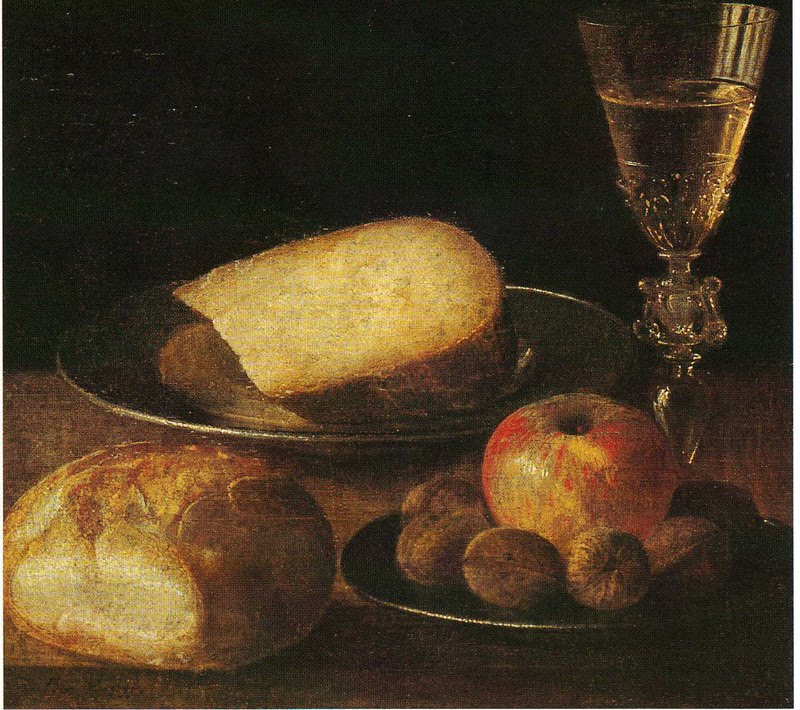
Sebastian Stoskopff: Stillleben mit Käse, Früchten und Brot

Im Jahr 1900 erhielt das Museum als Stiftung den Nachlass des Malers Eugène Boudin. Die rund 240 Arbeiten, darunter zahlreiche Skizzen, zeigen vor allem Motive aus der Normandie, etwa Küstenansichten wie im Bild Die Hafenmole von Le Havre bei schlechtem Wetter. Durch weitere Schenkungen und Ankäufe gelang es dem Museum darüber hinaus eine umfangreiche Sammlung mit Werken der Impressionisten aufzubauen. So schenkte Claude Monet dem Museum 1911 je ein Gemälde seiner Serien Steilküste bei Varengeville, Das Parlament in London und Seerosen. 1936 kam durch den Sammler Charles-Auguste Marande die Winterlandschaft Soleil d’hiver, Lavacourt hinzu. Weiterhin erwarb das Museum 1994 Monets Küstenansicht Fécamp, bord de mer an. Bereits 1903 kamen zwei Ansichten Le Havres von Camille Pissarro durch Ankauf der Stadt ins Museum. Der Bestand an Gemälden des Künstlers wuchs über die Jahre auf sieben Gemälde an, darunter mehrere Werke, die 2004 durch Stiftung aus der Sammlung Olivier Senn ins Museum kamen. Zu dieser Stiftung gehören auch zahlreiche andere Werke des Impressionismus wie La Toilette, Hügelige Landschaft und Nach dem Bad, sich abtrocknende Frau von Edgar Degas, Bildnis Nini Lopez und das Landschaftsbild Baie de Salerne von Pierre-Auguste Renoir, mehrere Bilder von Armand Guillaumin, die Ansicht Le Loing à Saint-Mammès von Alfred Sisley oder als Vorläufer des Impressionismus das Gemälde Die Welle von Gustave Courbet. Weitere Werke des Impressionismus in der Sammlung sind das Porträt Die Ausflüglerin von Renoir aus der Stiftung Marande oder das Meeresmotiv Boote auf dem Meer, Sonnenuntergang von Édouard Manet als Dauerleihgabe der Musées nationaux. Aus derselben Epoche stammen auch einige Skulpturen der Sammlung, beispielsweise ein Kopf des Komponisten Beethoven des Bildhauers Antoine Bourdelle.

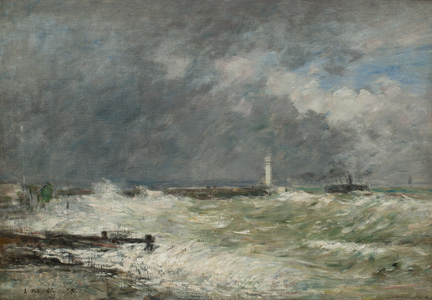
Eugène Boudin: Die Hafenmole von Le Havre bei schlechtem Wetter
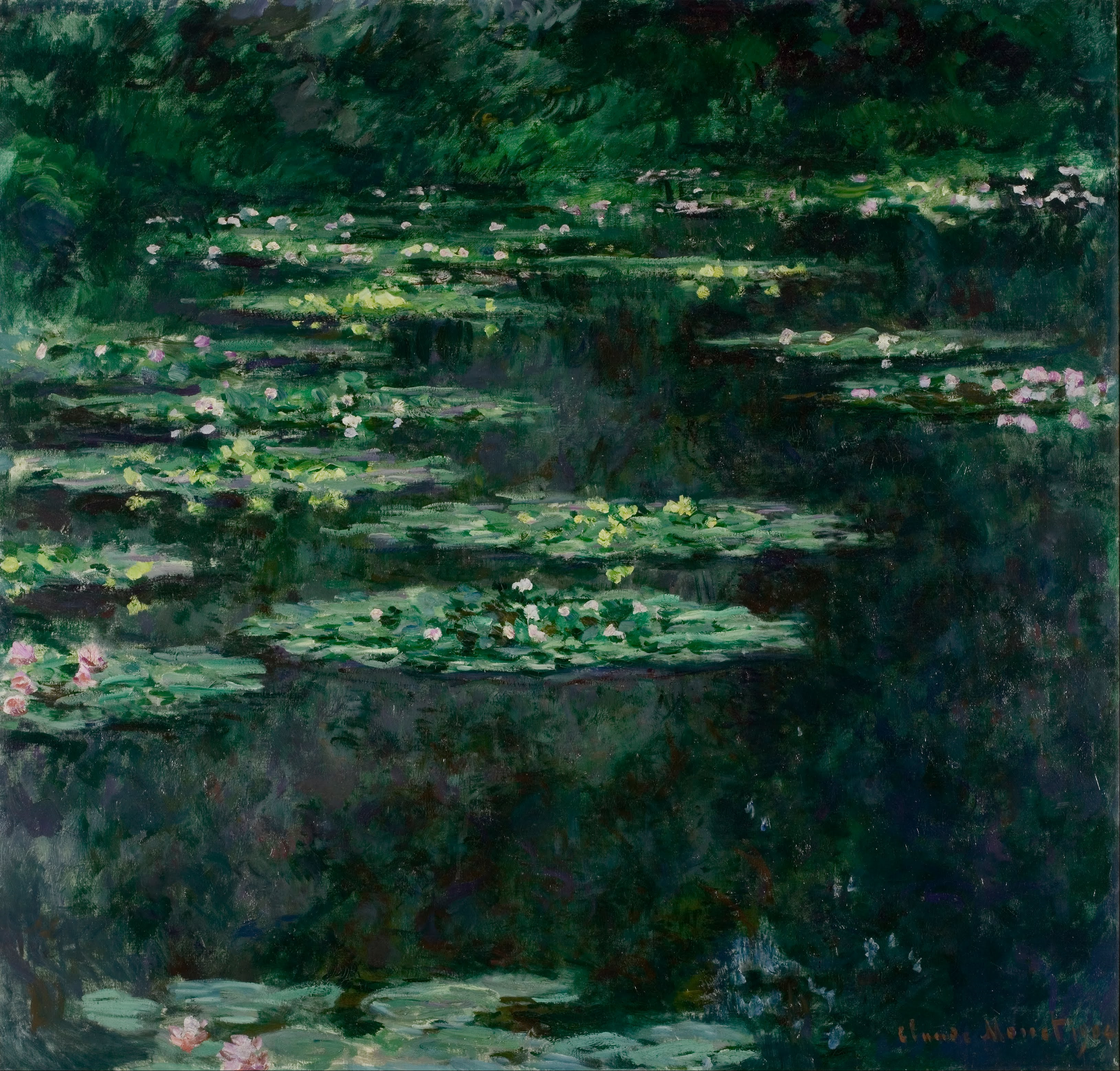
Claude Monet: Seerosen
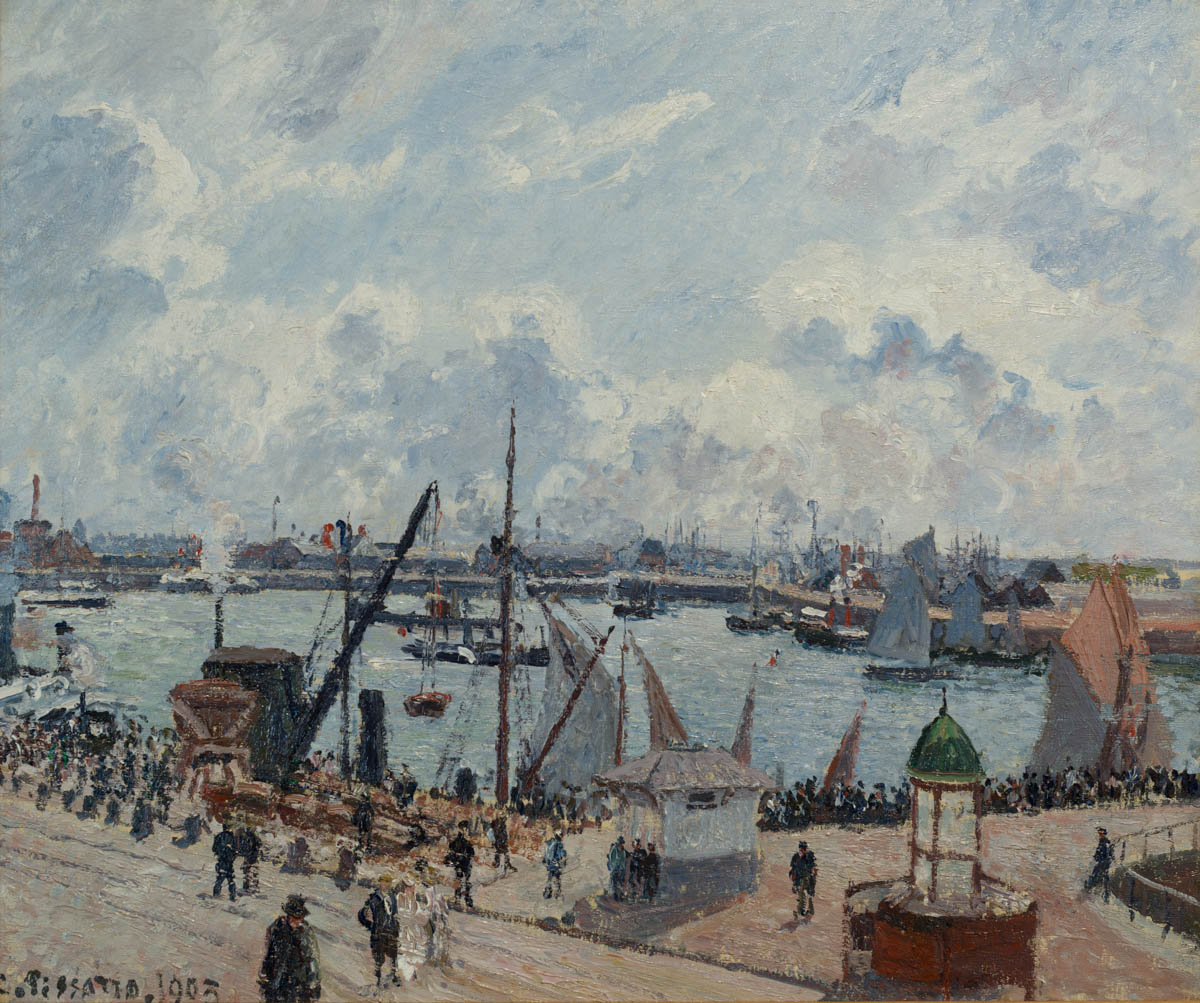
Camille Pissarro: Die Anse des Pilotes in Le Havre am Morgen bei Sonnenschein und steigender Flut
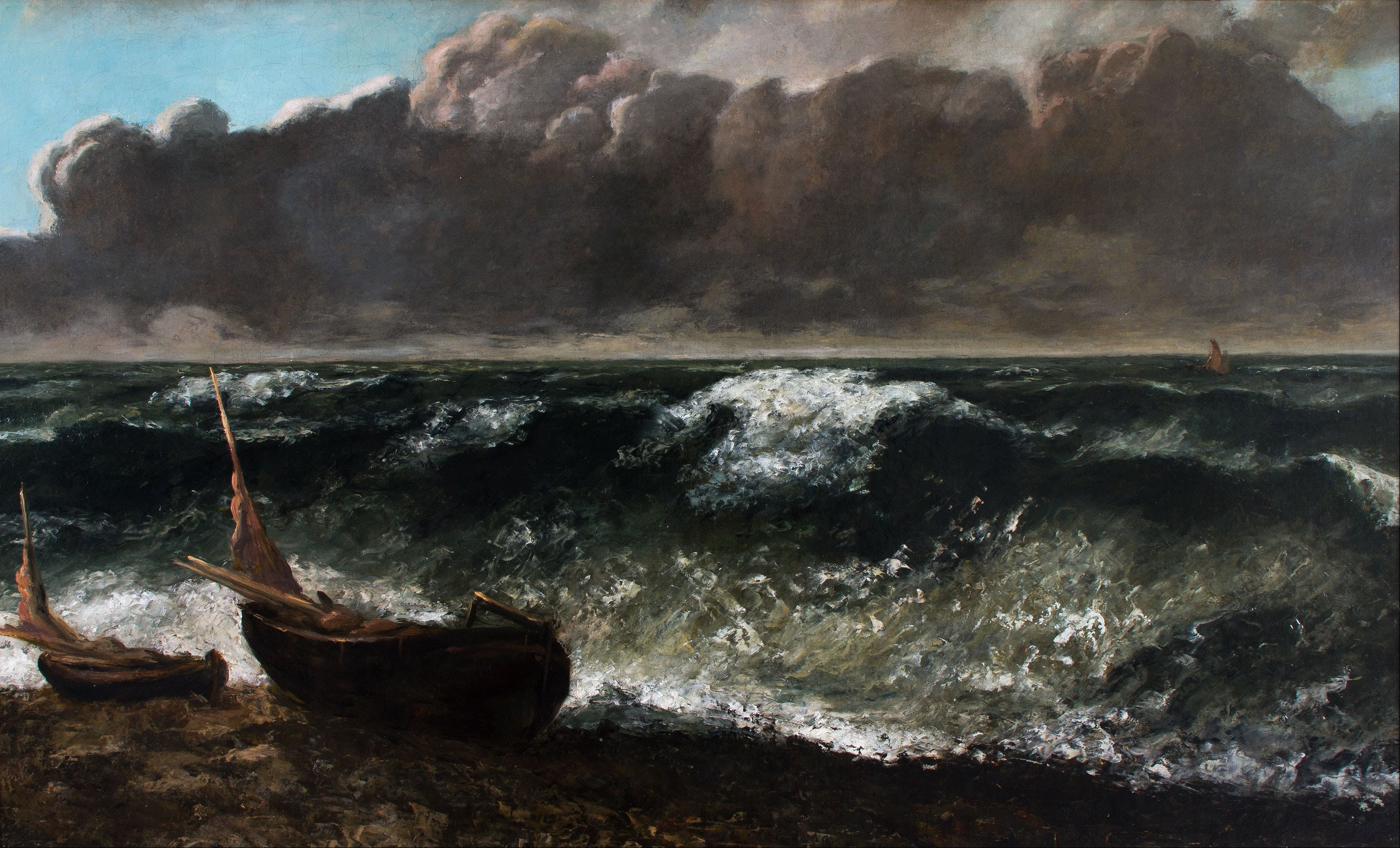
Gustave Courbet: Die Welle
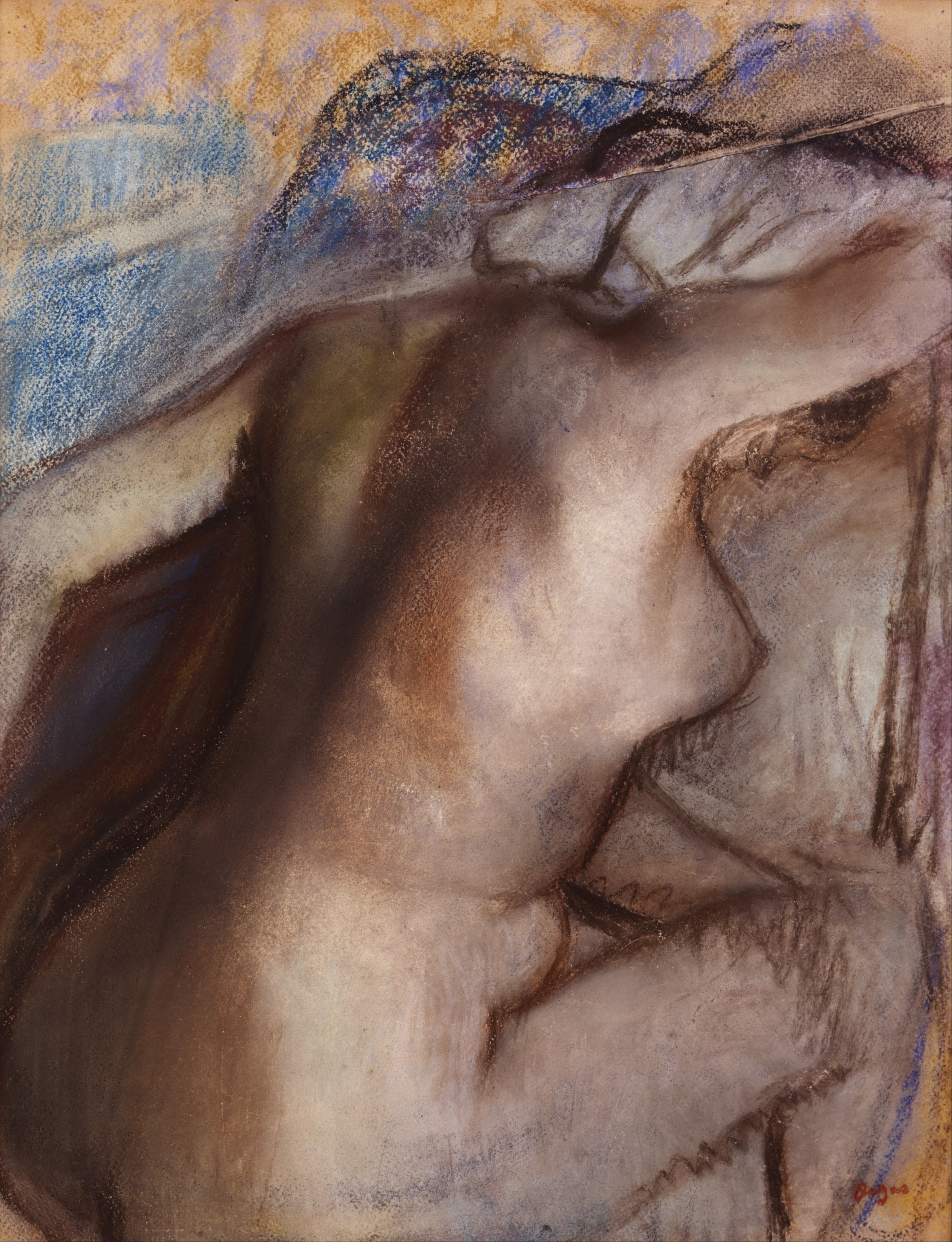
Edgar Degas: Nach dem Bad, sich abtrocknende Frau
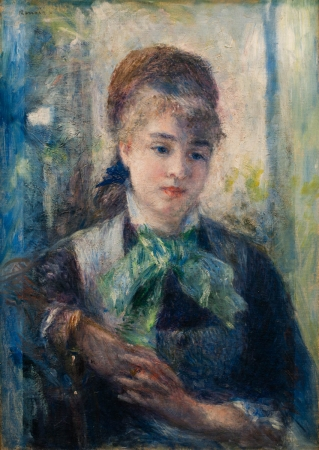
Pierre-Auguste Renoir: Bildnis Nini Lopez
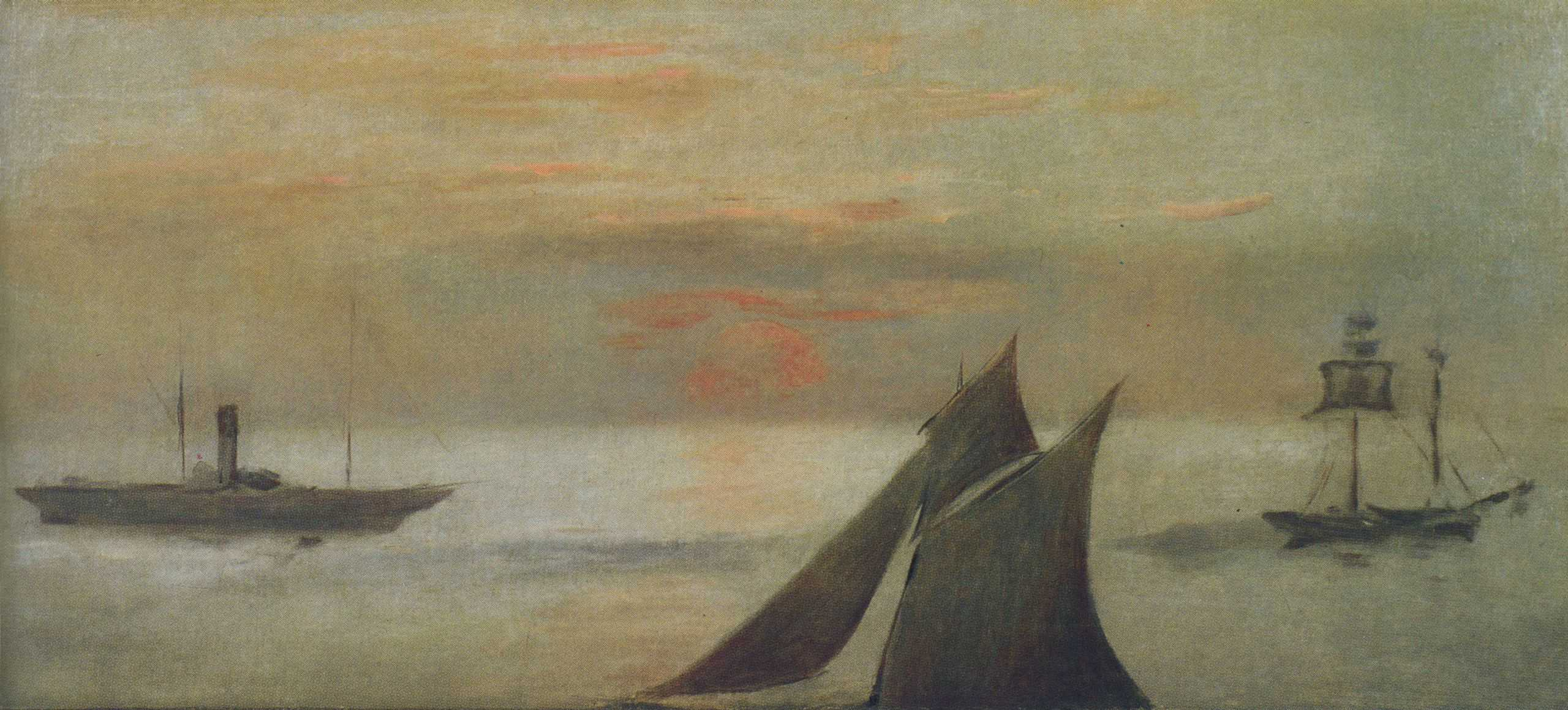
Édouard Manet: Boote auf dem Meer, Sonnenuntergang
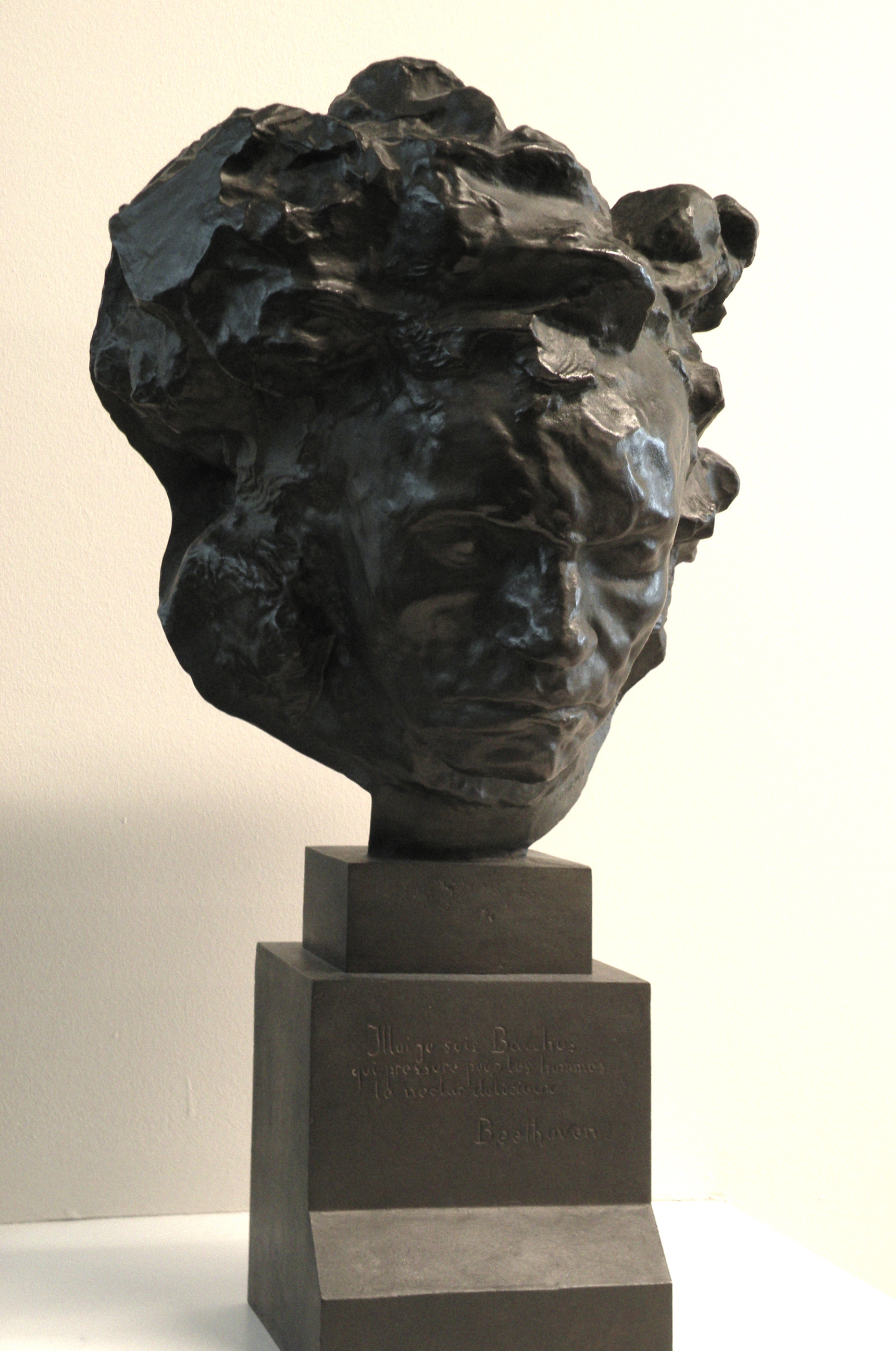
Antoine Bourdelle: Beethoven

Die künstlerischen Stilrichtungen nach dem Impressionismus sind im Museum durch zahlreiche Werke verschiedener Künstlern repräsentiert. So gibt es das spätimpressionistische Südseesujet Paysage de Te Vaa von Paul Gauguin, Landschaften von Maxime Maufra, die pointilistischen Motive Paysage de la Vignasse, Côte montagneuse de Provence, Paysage méditerranéen und Paysage avec eucalyptus et rivière von Henri Edmond Cross und ein Blumenstillleben Vase brun avec capucines des Symbolisten Odilon Redon. Die Künstler der Gruppe der Nabis sind in der Sammlung vertreten durch Werke wie Scène de danse, L'Ivresse au crépuscule von Ker-Xavier Roussel, Le berger Corydon von Paul Sérusier, das Interieurbild Au coin de la fenêtre von Édouard Vuillard und eine Gruppe von Gemälden von Félix Vallotton, darunter die Motive Pont à la romaine à Cagnes, Le Haut-de-forme, intérieur, La Valse und Natur morte aux pommes. Von Albert Marquet, auch ein Vertreter des Fauvismus, besitzt das Museum ebenfalls eine kleine Werkgruppe. Hierzu gehören das Stillleben Bouquet de fleurs et pommes, das nordafrikanische Motiv Intérieur à Sidi-bou-Saïd, die mediterrane Ansicht Les Toits rouges, sowie die städtischen Themen Balcon. Avenue de Versailles und Quai des Grands-Augustins. Ein weiterer Fauvist war Othon Friesz, von dem das Museum ein Portrait de René de Saint-Delis und eine Ansicht des alten Hafens von Le Havre zeigt. Aus der ersten Hälfte des 20. Jahrhunderts stammen zudem mehrere Tierplastiken von François Pompon, darunter ein Panthère noire, und dekorative Wandpanelen von Jean Dunand, die zuvor den Ozeandampfer Normandie schmückten.

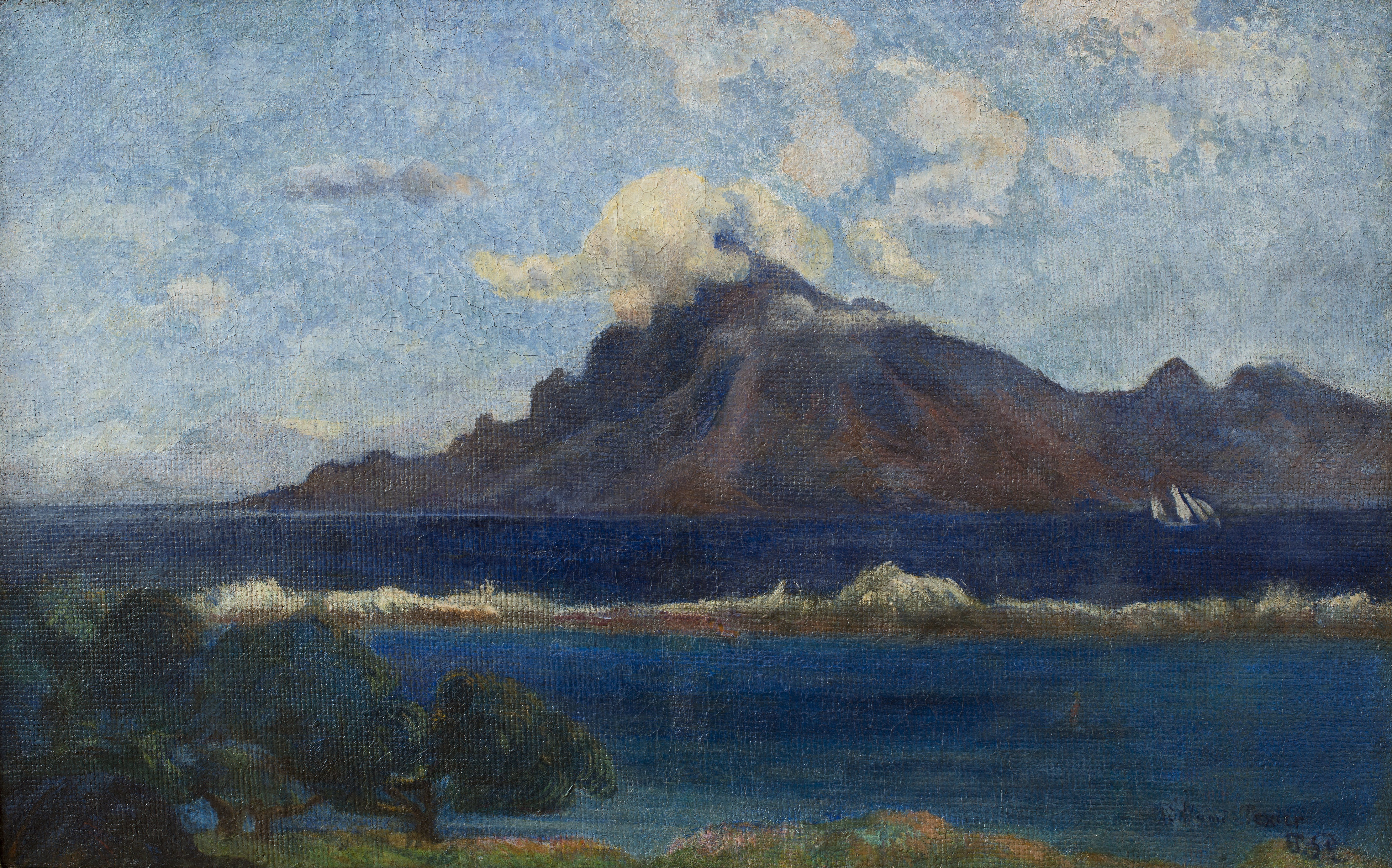
Paul Gauguin: Paysage de Te Vaa
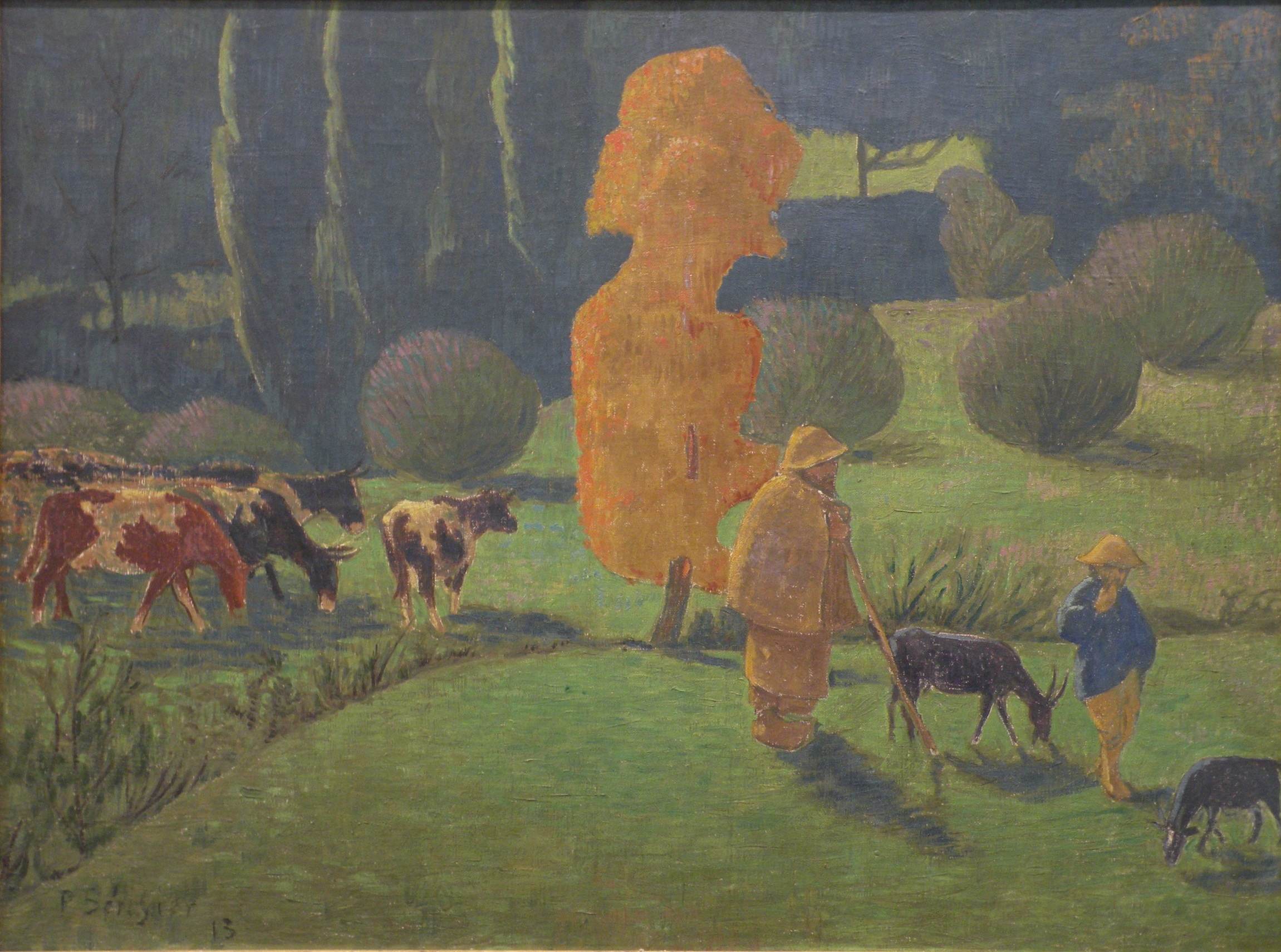
Paul Serusier: Le berger Corydon
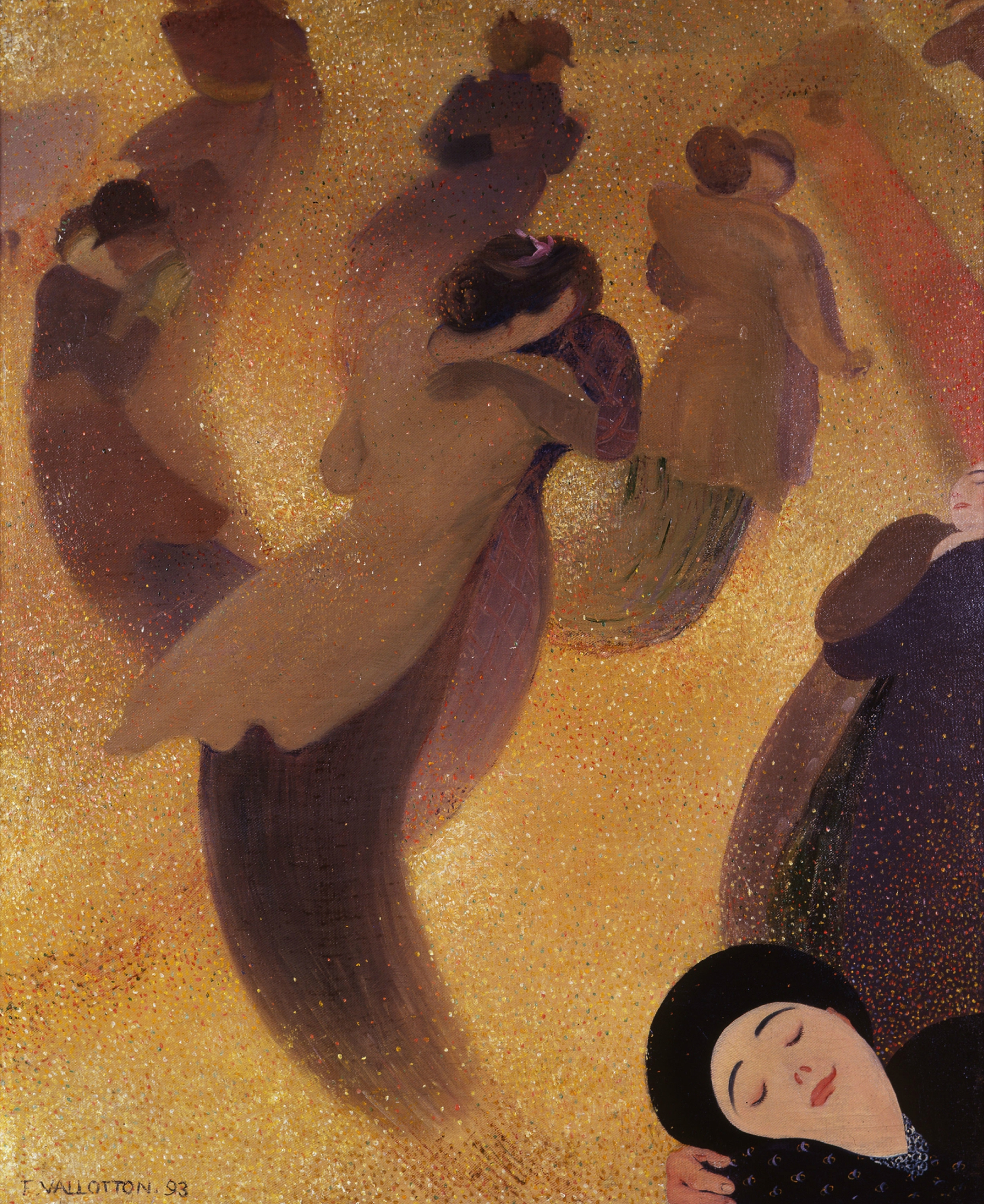
Antoine Bourdelle: La Valse
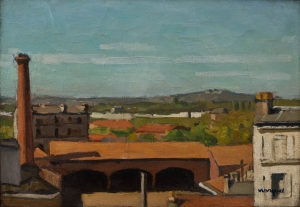
Albert Marquet: Les Toits rouges
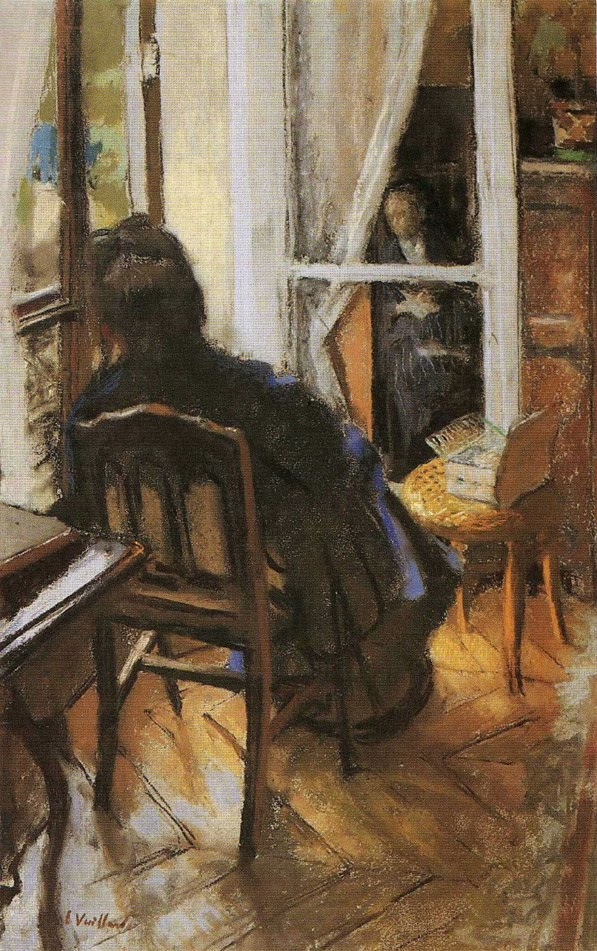
Édouard Vuillard: Au coin de la fenêtre
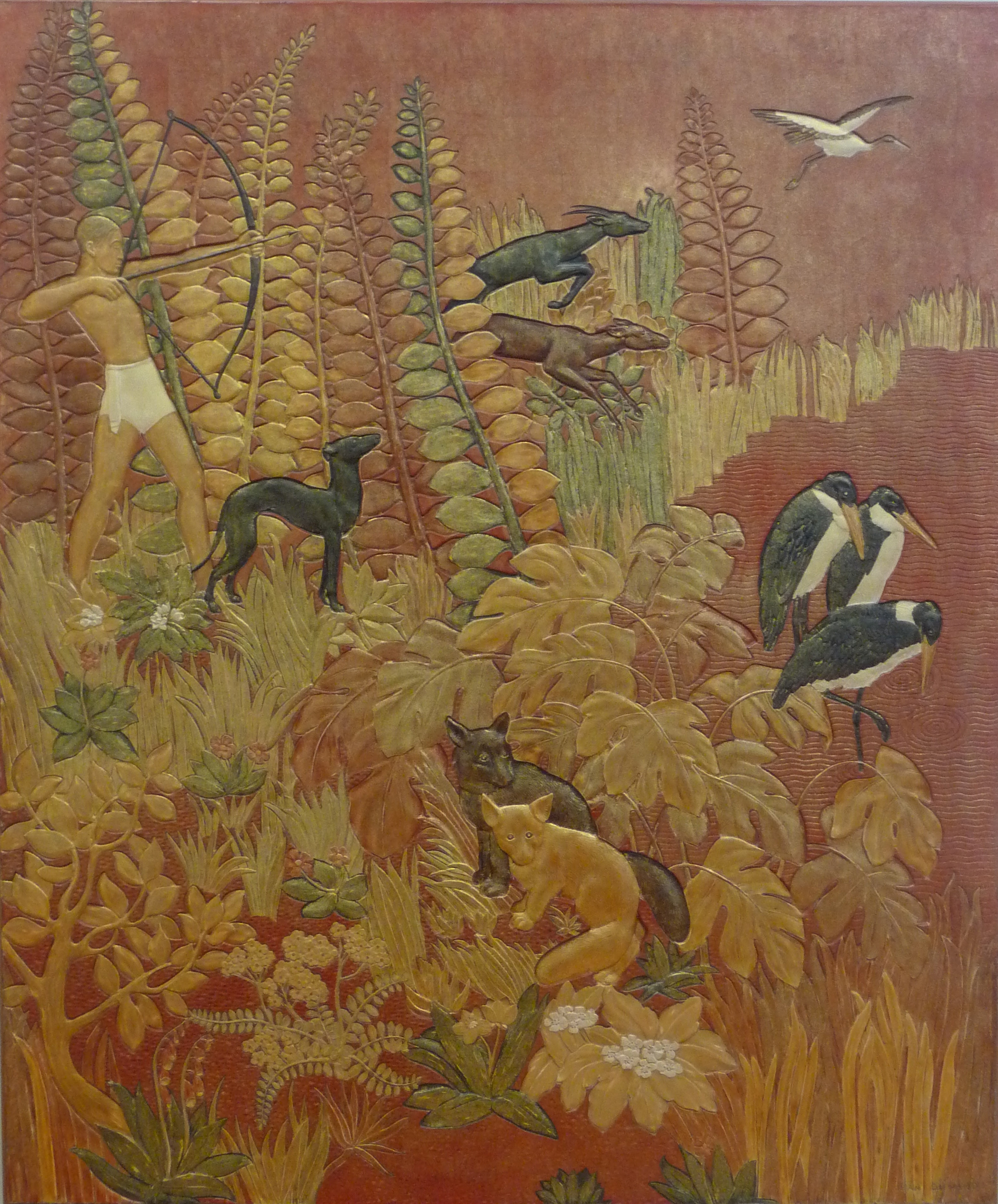
Jean Dunand: Die Gazellenjagd
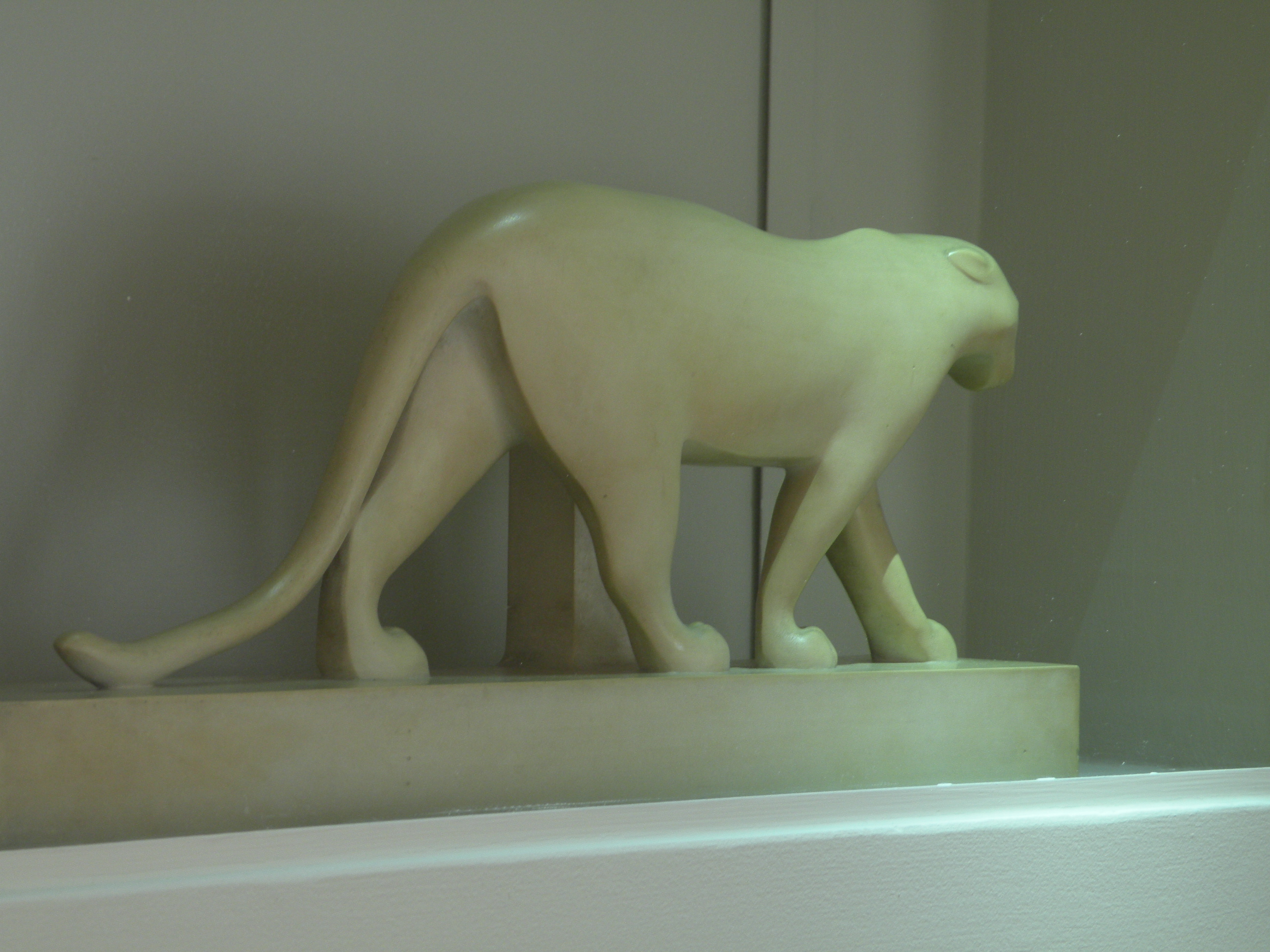
François Pompon: Panthère noire

Im Jahr 1963 vermachte die Witwe des Künstlers Raoul Dufy der Stadt Le Havre 70 Werke ihres Mannes. Dazu gehören Gemälde, Zeichnungen, Keramiken und ein Wandteppich. Weitere Werke aus dem 20. Jahrhundert sind Gemälde wie Les Deux femmes sur fond bleu von Fernand Léger, Apaisé von Alfred Manessier, Growing und Nous deux von Zao Wou-Ki, Le Turban orange II von Tamara de Lempicka, Ontogénèse von Jean Dubuffet, Trophées au cor, L’Oiseau en vol, Coursier, sans titre von Jacques Villon. Darüber hinaus besitzt das Museum eine umfangreiche grafische Sammlung und einen Abteilung für Fotografie.